# Movimento Giovanile della Democrazia Cristiana
Il Movimento Giovanile della Democrazia Cristiana è stata un'organizzazione politica italiana, sezione giovanile del partito della Democrazia Cristiana.

## Storia
Nacque nel 1944 e il suo primo segretario («delegato del Movimento Giovanile») designato il 19 agosto fu Giulio Andreotti.
Il primo congresso si tenne nel gennaio 1947 ad Assisi dove venne confermato Andreotti.
Nel 1951 il V Congresso del Movimento Giovanile fu vinto dai dossettiani.
L'ultimo segretario è stato Francesco Sanna, eletto nel XVIII e ultimo congresso nazionale, che si svolse a Montecatini, tra il 17 e il 20 dicembre 1992.
All'Assemblea Costituente Nazionale di Roma del luglio 1993 il Movimento Giovanile della DC si ridenomina "Giovani Popolari".

## Segretari
- 19 agosto 1944 – 1951: Giulio Andreotti
- 1951 – 1965: ?
- 1965 – 1967: Ettore Attolini
- 1967 – 1971: Gilberto Bonalumi
- 1971 – 1975: Giuseppe Pizza
  - 1975 – 1977: Giuseppe Fornasari (commissario)
- 1977 – 1980: Marco Follini
- 1980 – 1983: Giulio Ciraolo
- 1984 – 1987: Renzo Lusetti
- 1987 – 1991: Simone Guerrini
- 1991 – 1994: Francesco Sanna

## Presidenti
- 1977: Fulgenzio Bontorin
- 1984: Luca Danese
- 1994: Francantonio Genovese